# Nocturnes, opus 55 de Chopin
Pour un article plus général, voir Nocturnes (Chopin).
Les Nocturnes, opus 55 sont deux pièces pour piano de Frédéric Chopin composées entre 1842 et 1844.

## Nocturne Op. 55 n°1
Composé en 1842–1844, le nocturne en fa mineur, Andante, a une durée d'exécution d'environ 5 minutes.

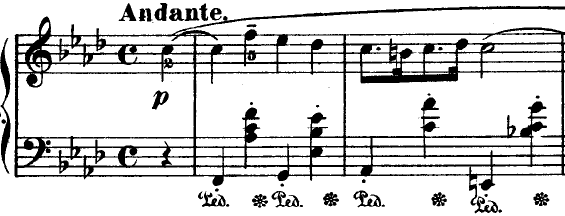
Premières mesures du Nocturne Op.55 n°1.

## Nocturne Op. 55 n°2
Le second nocturne en mi bémol majeur a comme indication de tempo lento sostenuto.
Il s'agit du seul nocturne de Chopin qui ne soit pas de structure A-B-A.

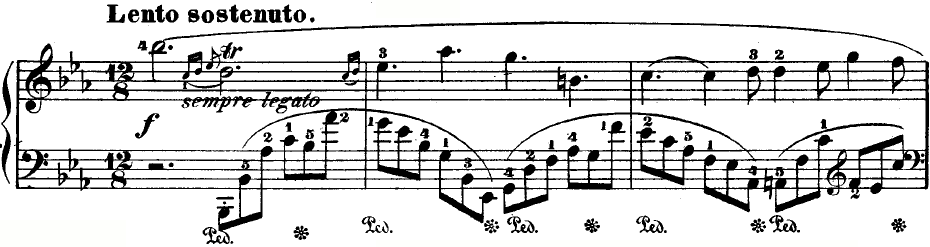
Premières mesures du Nocturne Op.55 n°2.